# Morbio Superiore
Morbio Superiore is een plaats en voormalige gemeente in het Zwitserse kanton Ticino en maakt deel uit van het district Mendrisio.
Morbio Superiore telt 700 inwoners.

## Geschiedenis
Morbio Superiore fuseerde op 25 oktober 2009 met Bruzella, Cabbio, Caneggio, Muggio en Sagno tot de gemeente Breggia.